# Karl Billmaier
Karl Billmaier (* 13. Oktober 1873 in Gamshurst; † 3. Juli 1951 in Rottweil) war ein deutscher Jurist und badischer Verwaltungsbeamter.

## Leben
Billmaiers Vater war Oberlehrer. Er selbst studierte u. a. in Heidelberg Jura und legte 1899 die Zweite juristische Staatsprüfung ab. Von 1903 bis 1910 war er Amtmann, ab 1908 Oberamtmann, in den Bezirksämtern Lörrach, Mosbach und Karlsruhe, bevor er 1912 Amtsvorstand (ab 1924 Landrat) im Bezirksamt Buchen wurde. In der Weimarer Republik war er Mitglied der Zentrumspartei. 1926 wechselte er als Amtsvorstand nach Bühl. Am 30. August 1933 trat er krankheitsbedingt in den vorzeitigen Ruhestand ein.